# Coro Polifonico di Ruda
Il Coro Polifonico di Ruda è un coro italiano fondato nel 1945. Diretto da Fabiana Noro, ha partecipato a oltre cinquanta concorsi nazionali e internazionali e festival corali in tutto il mondo.
Presidente onorario del gruppo vocale è, dal 2007, il musicologo e poeta Quirino Principe.
Il coro è formato da un organico maschile composto sia da cantanti professionisti che dilettanti.

## Repertorio
Il repertorio del Coro Polifonico di Ruda spazia dal Canto gregoriano alla Polifonia sacra e profana di tutte le epoche.
Dagli anni 2000 il coro - da sempre formazione a voci maschili - si è perfezionato nella musica romantica (Schubert, Hauptmann, Schumann, Mendelssohn, Rehinberger, Gioachino Rossini, Charles Gounod) e, nella musica contemporanea (Arvo Pärt, Giovanni Bonato, Renato Grisoni, Gian Antoni Derungs, Raul Lovisoni, Daniele Zanettovich, Franz Biebl, Luigi Dallapiccola, Francis Poulenc, Victor Waill, Krzysztof Penderecki), partecipando a festival internazionali in Canada, USA, Filippine, Argentina, Mongolia e in quasi tutti i paesi europei.

## Discografia, Televisione
Attivo anche nel campo dell'editoria - ha tra l'altro pubblicato la Messa Solenne e Quattro Motetti per coro e orchestra di Alberto Mazzucato - il Coro Polifonico di Ruda organizza cartelloni musicali in Friuli-Venezia Giulia (Concerti aperitivo, Quaresima in musica, Cororgano, Sacre meditazioni, Note d'estate) ai quali invita i gruppi professionisti più quotati a livello italiano. Nel 1999, il Coro Polifonico di Ruda, ha cantato le musiche originali di Raul Lovisoni per la trasmissione di RAI UNO Centrifuga - Parole a 360 gradi, regia di Marco Balich, da un'idea di Antonio Maccario e Guido Barlozzetti.
Da anni intrattiene rapporti con le realtà musicali di Austria e Slovenia, nell'ambito della costruenda Euroregione e per contribuire alle positive relazioni internazionali in campo europeo.